# Vincent Elbaz
Pour les articles homonymes, voir Elbaz.
Vincent Elbaz, né le 3 février 1971 à Paris, est un acteur français.

## Biographie

### Jeunesse et famille
Vincent Elbaz naît au sein d'une famille juive d'Algérie. Ses parents ont participé à Mai 68 et ont exercé plusieurs métiers. Il passe son enfance à la Tour-d'Aigues dans le Vaucluse avant que sa famille ne revienne s'installer en région parisienne, à Chilly-Mazarin.

### Débuts et révélation (années 1990)
Vincent Elbaz s'initie à la comédie en s'inscrivant au cours Florent et pratique le théâtre pendant deux ans. Il se produit ainsi dans plusieurs pièces : L'Ouest, le vrai de Sam Shepard, La Plaisante Aventure (1993) de Carlo Goldoni, Le Bouc (1993) de Rainer Werner Fassbinder.
Il décroche son premier rôle sur grand écran en 1994 en rejoignant les jeunes espoirs du cinéma français tels que Romain Duris, et Élodie Bouchez dans Le Péril jeune de Cédric Klapisch.
Vincent Elbaz obtient une réelle notoriété en faisant partie des distributions chorales de deux comédies populaires sorties la même année 1997 : Les Randonneurs de Philippe Harel et La Vérité si je mens ! de Thomas Gilou. Dans la première, qui perce à 1,5 million d'entrées, malgré un tournage difficile en Corse sur le plus sportif des sentiers de grande randonnée, il distille son bagou « avec toute la conviction requise », et dans le second incarne un jeune juif accueillant, qui prend la vie du bon côté.
L'année suivante, il se voit remettre le prix Jean-Gabin.
Il enchaîne avec des projets lui permettant de s'initier à des genres différents : en 1998 Petits Désordres amoureux d'Olivier Péray et Grève Party, de Fabien Onteniente. Et en 1999, après avoir évolué dans la comédie Quasimodo d'El Paris, réalisée par Patrick Timsit, il retrouve Klapish pour la comédie dramatique Peut-être, avec Romain Duris en tête d'affiche.
Parallèlement, il défend un premier rôle avec Un pur moment de rock'n roll, de Manuel Boursinhac, où c'est Samy Naceri qui hérite du rôle de faire-valoir.

### Progression (années 2000)

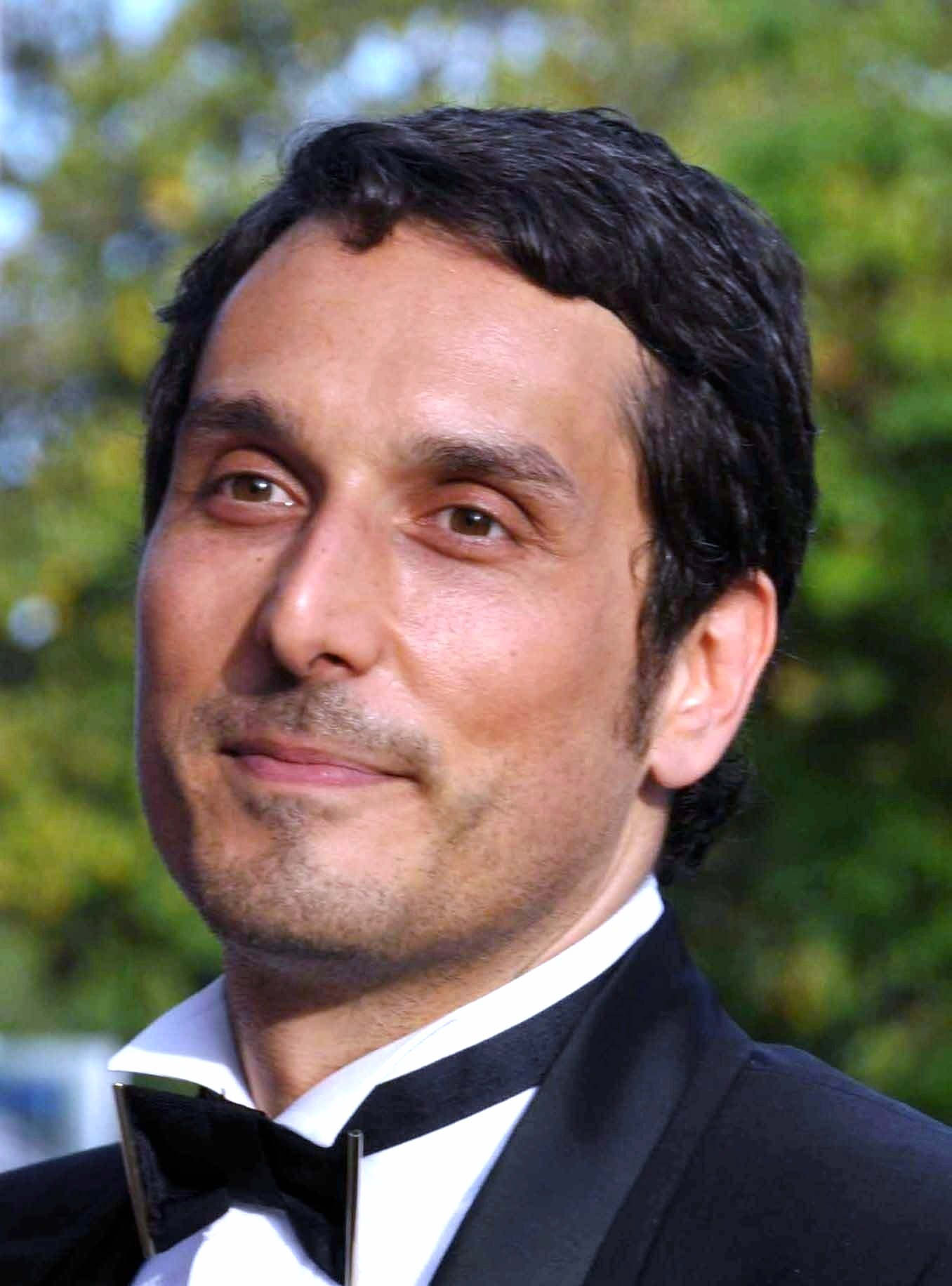
Vincent Elbaz au festival de Cannes 2009.

Ses films suivants sont menés par des femmes : Nag la bombe, avec Ariane Ascaride (2000), La Parenthèse enchantée, avec Clotilde Courau (2000), Absolument fabuleux avec Nathalie Baye et Josiane Balasko (2001) et Rue des plaisirs, avec Laetitia Casta (2002), sous la direction de Patrice Leconte.
La même année, il fait partie de la distribution chorale de la comédie de mœurs Embrassez qui vous voudrez, réalisée par Michel Blanc. Et donne la réplique à Simon Abkarian et Zabou Breitman pour le drame Un monde presque paisible, écrit et réalisé par Michel Deville. Enfin, John Malkovich le dirige au théâtre Marigny dans Hysteria, aux côtés de Marie Gillain.
En 2003, il retrouve Cédric Klapisch pour le drame Ni pour ni contre (bien au contraire), là encore avec Marie Gillain qui hérite du premier rôle.
L'année 2005 marque un tournant : il se fait d'abord diriger par Rémi Bezançon pour la comédie dramatique Ma vie en l'air, où il est entouré de Marion Cotillard et Gilles Lellouche. Il fait partie de la large distribution réunie par Bruno Podalydès pour son adaptation Le Parfum de la dame en noir. Enfin, il s'aventure aussi à la télévision, dans le rôle-titre du téléfilm D'Artagnan et les Trois Mousquetaires, adapté du célèbre roman d'Alexandre Dumas.
La même année, dans le cadre d'un projet de film sur la vie de l'ennemi public numéro un Jacques Mesrine, réalisé par Barbet Schroeder, Vincent Elbaz fit part de sa  volonté d'endosser le rôle du gangster. Il passera des essais filmés qui se révéleront concluants, faisant usage de cortisone pour se rapprocher du physique de son personnage, avant que le projet ne soit abandonné, puis finalement repris par Jean-François Richet, avec Vincent Cassel dans le rôle titre. Le producteur du film, Thomas Langmann, déclarera avoir été convaincu par Vincent Elbaz, qui fut son second choix avec Vincent Cassel pour interpréter Mesrine. Le comédien sera très affecté d'avoir cédé sa place à celui qui obtiendra pour ce rôle le césar du meilleur acteur.
Deux ans plus tard, il interprète finalement un autre célèbre braqueur : dans Le Dernier Gang, écrit et réalisé par Ariel Zeitoun, il interprète le meneur d'une version romancée du célèbre gang des postiches. Puis il revient à un rôle d'éternel jeune pour Tel père, telle fille, où il joue un chanteur de rock « has been » qui découvre sa paternité, et tente de l'assumer. Enfin, il s'essaye au genre musical, dans le premier rôle de J'aurais voulu être un danseur, d'Alain Berliner, où il donne la réplique à Cécile de France. Enfin, il remonte sur les planches pour la pièce Good Canary, de nouveau sous la direction de John Malkovich, mais cette fois face à Cristiana Reali.
En 2008, il revient dans une suite inattendue du film sorti une décennie plus tôt, Les Randonneurs à Saint-Tropez, de nouveau réalisée par Philippe Harel ; et en 2009, il fait partie de la distribution chorale de la comédie Tellement proches, troisième long-métrage d'Éric Toledano et Olivier Nakache. Dans cette satire grinçante mais touchante sur les relations familiales, il campe Alain, un père de famille complètement irresponsable, marié à Isabelle Carré.

### Échecs et passage à la télévision (années 2010)
En 2010, il joue les bandits sans envergure pris dans une histoire d'amour-haine, dans le premier long-métrage d'Emma Luchini, Sweet Valentine. Et fait partie des interprètes de la fratrie au cœur du drame Comme les cinq doigts de la main, d'Alexandre Arcady. Il suit ensuite un intensif entraînement physique pour pouvoir incarner, en 2011, un membre du GIGN dans le film L'Assaut de Julien Leclercq. Ces trois essais se soldent par des échecs critiques et commerciaux.

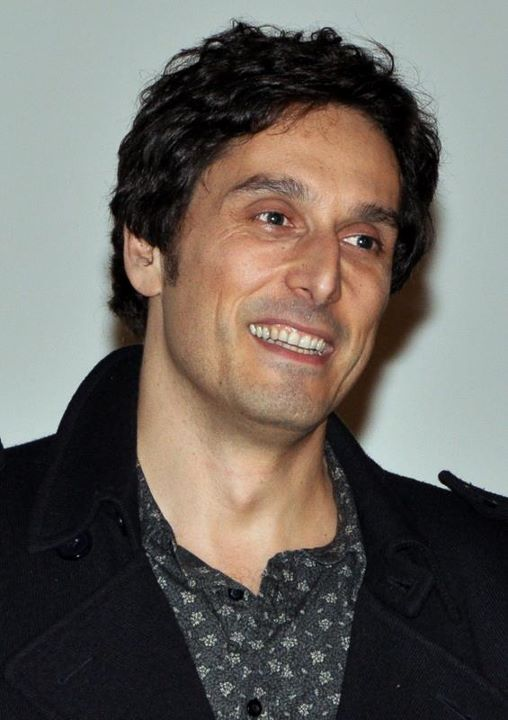
Vincent Elbaz à l'avant-première de La Vérité si je mens ! 3

En 2012, l'acteur reprend son rôle de Dov Mimran pour la suite La Vérité si je mens ! 3, toujours réalisée par Thomas Gilou. Et accepte de passer à la télévision dans un rôle régulier : celui du héros de la série d'action No Limit, produite par Luc Besson pour la chaîne TF1. Il y prête ses traits à Vincent Libérati, agent secret qui revient sur Marseille pour se rapprocher de sa fille.
Enfin, son nouveau long-métrage intitulé « Quarna » est dévoilé en décembre 2012. Réalisé par Frédéric Schoendoerffer et produit par Olivia Sabah, le film dont le titre provisoire signifie « arnaque » en verlan est présenté « dans la tradition des films d'arnaque sur fond de comédie ». Le tournage est prévu pour l'automne 2013 à Paris et à Cannes. La mise en scène est finalement confiée à Pascal Elbé, et le film rebaptisé Je compte sur vous, pour une sortie en 2015.
Parallèlement, il parvient à participer à des productions exposées, mais pour des seconds rôles : en 2014, pour la comédie dramatique hollywoodienne Les Recettes du bonheur, de Lasse Hallström ; puis en 2016, il incarne le gardien de la paix à la poursuite de la bande de jeunes menée par la vedette des pré-adolescents Kev Adams pour le drame Amis publics, d'Edouard Pluvieux.
Entre-temps, une quatrième saison de No Limit ne se concrétise pas, faute d'accord entre les acteurs et producteurs.
En 2017, il collabore de nouveau avec Kev Adams pour Tout là-haut, cette fois devant la caméra de Serge Hazanavicius. La même année, il revient comme tête d'affiche pour la comédie potache Daddy Cool, face à Laurence Arné, qui fait un flop.
L'année 2018 lui permet de continuer comme tête d'affiche, mais pour la plateforme Netflix : la comédie dramatique historique Je ne suis pas un homme facile. Au cinéma, il tient un second rôle dans une comédie indépendante portée par Adèle Haenel et Pio Marmaï, En liberté !. Enfin, il fait partie de la distribution chorale de la comédie Le Jeu, réalisée par Fred Cavayé.

### Engagements politiques
En mars 2017, il cosigne l'appel des psychanalystes contre Marine Le Pen publié dans Mediapart qui décrit le Front national comme un avatar du « courant contre-révolutionnaire » qui fut au pouvoir « sous l’Occupation nazie ». Celui-ci menacerait « l’état de droit », « la liberté d’opinion et celle de la presse ».

### Engagements sociaux
En mars 2023, il soutient le mouvement contre le projet sur les retraites en signant une pétition s'adressant au chef de l'État pour demander le retrait immédiat du projet, considéré « injuste, inefficace, touchant plus durement les plus précaires et les femmes », en plus d'être rejeté « par l'immense majorité de la population, et même minoritaire à l'Assemblée nationale ». Le texte met en avant le devoir de solidarité face à une réforme qui « va frapper plus durement ceux qui exercent les métiers les plus difficiles ».

### Vie privée
Il a une fille Anna, née en 2007, avec sa compagne danoise Mette Berggreen qu'il a rencontrée sur le tournage du film J'aurais voulu être un danseur et dont il est maintenant séparé.
Il est en couple avec une journaliste de France Info, Fanny Conquy, avec qui il s'est marié en juillet 2014. En novembre 2015 nait leur fils Simon et en 2018 leur fille. En 2021, le couple a accueilli une deuxième fille. Vincent Elbaz est le cousin de l'acteur et scénariste Philippe Rebbot.

## Filmographie

### Acteur

#### Cinéma
- 1991 : Petits enfers d'Édouard Deluc (court métrage)
- 1994 : Le Péril jeune de Cédric Klapisch : Alain Chabert
- 1994 : Quelqu'un de Marie Vermillard (court métrage) : le premier client qui fait un malaise
- 1995 : Le Plus Bel Âge de Didier Haudepin : Marcel
- 1996 : Enfants de salaud de Tonie Marshall : Napo
- 1997 : Just Do It de Frédéric Chèze et Denis Thybaud (court-métrage)
- 1997 : Les Randonneurs de Philippe Harel : Mathieu Lacaze
- 1997 : La Vérité si je mens ! de Thomas Gilou : Dov Mimran
- 1997 : Petits Désordres amoureux d'Olivier Péray : Alain
- 1998 : Grève party de Fabien Onteniente : Dan
- 1998 : À tout de suite de Douglas Law (court-métrage)
- 1999 : Suzy vend des sushis de Delphine Quentin (court-métrage) : Alexandre
- 1999 : Quasimodo d'El Paris de Patrick Timsit : Phoebus
- 1999 : Le Sourire du clown d'Éric Besnard : Smalto
- 1999 : Peut-être de Cédric Klapisch : Philippe
- 1999 : Un pur moment de rock'n roll de Manuel Boursinhac : Éric
- 1999 : Nag la bombe de Jean-Louis Milesi : Hervé
- 2000 : Mémoire morte de Jean-Jacques Dumonceau (court-métrage) : Inspecteur Martin
- 2000 : J'peux pas dormir... de Guillaume Canet (court-métrage) : Antoine
- 2000 : La Parenthèse enchantée de Michel Spinosa : Vincent
- 2001 : Absolument fabuleux de Gabriel Aghion : Jonathan
- 2002 : Rue des plaisirs de Patrice Leconte : Dimitri Josco
- 2002 : Embrassez qui vous voudrez de Michel Blanc : Maxime
- 2002 : Un monde presque paisible de Michel Deville : Léon
- 2003 : Ni pour ni contre (bien au contraire) de Cédric Klapisch : Jean
- 2005 : Test de Didier Rouget (court-métrage) : Romain
- 2005 : Dans tes rêves de Denis Thybaud : Ben
- 2005 : Ma vie en l'air de Rémi Bezançon : Yann Kerbec
- 2005 : Le Parfum de la dame en noir de Bruno Podalydès : Prince Galitch
- 2006 : Paris-Banlieue de Didier Rouget (court-métrage) : Franck
- 2007 : Tel père, telle fille d'Olivier de Plas : Bruno
- 2007 : J'aurais voulu être un danseur d'Alain Berliner : François
- 2007 : Le Dernier Gang d'Ariel Zeitoun : Simon Toledano
- 2008 : Les Randonneurs à Saint-Tropez de Philippe Harel : Mathieu Lacaze
- 2009 : Tellement proches d'Éric Toledano et Olivier Nakache : Alain
- 2009 : Bancs publics (Versailles Rive-Droite) de Bruno Podalydès : Le jogger
- 2010 : Sweet Valentine d'Emma Luchini : Ivan
- 2010 : Comme les cinq doigts de la main d'Alexandre Arcady : David Hayoun / Raymond Hayoun
- 2011 : L'Assaut de Julien Leclercq : Thierry
- 2012 : La Vérité si je mens ! 3 de Thomas Gilou : Dov Mimram
- 2014 : Les Recettes du bonheur (The Hundred-Foot Journey) de Lasse Hallström : Paul
- 2015 : Je compte sur vous de Pascal Elbé : Gilbert Perez
- 2016 : Amis publics d'Edouard Pluvieux : Bartoloméo
- 2016 : Primaire d'Hélène Angel : Mathieu
- 2017 : Il a déjà tes yeux de Lucien Jean-Baptiste : Manu
- 2017 : Tout là-haut de Serge Hazanavicius : Pierrick
- 2017 : Daddy Cool de Maxime Govare : Adrien
- 2018 : Je ne suis pas un homme facile d'Éléonore Pourriat : Damien
- 2018 : En liberté ! de Pierre Salvadori : Capitaine Jean Santi
- 2018 : Le Jeu de Fred Cavayé : Thomas
- 2019 : Andy de Julien Weill : Thomas
- 2021 : Mystère de Denis Imbert : Stéphane Dutel
- 2022 : Histoire de prison de lui-même (court métrage)
- 2023 : Le Livre des solutions de Michel Gondry : Max Laporte
- 2023 : Iris et les Hommes de Caroline Vignal : Stéphane Beaulieu
- 2023 : Vivants d'Alix Delaporte : Damien Lacaze
- 2023 : Un week-end de Mickaël Sabah (court métrage)
- 2025 : Haut les mains de Julie Manoukian : Bernard
- 2025 : Le Mélange des genres de Michel Leclerc : Jean-Jacques
- 2025 : Une place pour Pierrot de Hélène Médigue : Adrien
- 2026 : LOL 2.0 de Lisa Azuelos

#### Télévision
- 1995 : Extrême Limite (série télévisée), épisode Yann de Frédéric de Nexon et Bernard Dumont : Ludo Beauchamp
- 1995 : Le juge est une femme (série télévisée), épisode Le Secret de Marion de Didier Albert : Ludo Beauchamp
- 1996 : Je m'appelle Régine de Pierre Aknine (téléfilm) : Jacques
- 2005 : D'Artagnan et les Trois Mousquetaires de Pierre Aknine (téléfilm) : D'Artagnan
- 2010 : Au bas de l'échelle d'Arnaud Mercadier (téléfilm) : Thibaut Morvanec
- 2012-2015 : No Limit (série télévisée) : Vincent Libérati
- 2019 : City on a Hill (série télévisée) : Hugo Rey
- 2022 : Tout le monde ment, épisode 1 (téléfilm) d'Hélène Angel : Vincent Verner
- 2022 : Syndrome E (série télévisée) de Laure de Butler : Franck Sharko
- 2023 : BRI (série télévisée) de Jérémie Guez : Eric Perez
- 2024 : Tout le monde ment, épisode 2 (téléfilm) d'Akim Isker : Vincent Verner
- 2024 : Les Espions de la terreur (mini-série) de Rodolphe Tissot : Major Vincent Morin
- 2026 : Belphégor, série télévisée de Jérémy Mainguy : Joseph Bellegarde
- 2026 : Camarades de Dominique Baumard et Benjamin Charbit

### Scénariste
- 2019 : Andy de Julien Weill

### Réalisateur
- 2022 : Histoire de prison, court métrage

## Théâtre
- 1990-1992 : L'Ouest, le vrai (True West) de Sam Shepard, mise en scène de Jean-Yves Hadjadj, Théâtre École d'Anjou
- 1992 : La Plaisante Aventure (Un curioso accidente) de Carlo Goldoni, mise en scène d'Antoine Scotto, Festival de la Jeunesse
- 1993 : Le Bouc (Katzelmacher) de Rainer Werner Fassbinder, mise en scène d'Antoine Scotto, Théâtre Mathis
- 1994 : Tournée de théâtre de nuit (Compagnie Moctezuma Création Collective)
- 1995 : Gueule de nuit, mise en scène de Pierre Aknine
- 1995 : Courteline + Feydeau = La Tête à Toto, mise en scène de Denise Chekroune
- 2002 : Hysteria de Terry Johnson, mise en scène de John Malkovich, Théâtre Marigny
- 2007 : Good Canary de Zach Helm, mise en scène de John Malkovich, Théâtre Antoine

## Distinctions

### Récompenses
- Prix Jean-Gabin 1998

### Nominations
- César 1998 : César du meilleur espoir masculin pour Les Randonneurs
- Molières 2003 : Molière du comédien dans un second rôle et Révélation théâtrale masculine pour Hysteria